# ナツコイ (LinQの曲)
「ナツコイ」は、LinQの楽曲である。2014年7月30日にワーナーミュージック・ジャパンよりの9枚目（メジャー4作目）のシングルとして発売された。

## 概要
前作『カラフルデイズ』から約6か月でのリリース。2014年5月18日に天神ベストホールで行われた第462回LinQ通常公演にて本シングルがリリースされることが発表され、同年6月7日の第471回LinQ通常公演にてタイトル曲「ナツコイ」が初披露された。以降6週にかけて、カップリングを含めシングルの全楽曲（インスト除く）6曲を1曲ずつ披露していった。
LinQ初の試みとして、本シングルのリリースイベント会場限定で、ミュージックカード（全30種）が販売された。ミュージックカードを購入すると、裏面に記載されているPINコードを指定されたサイトにて入力することで、「ナツコイ」1曲をダウンロードすることができる。

## 収録曲

### 通常盤
- CD

1. ナツコイ
作詞：安田尊行、作曲：YUMA、編曲：YASUSHI WATANABE
2. シュワシュワシュワリ
作詞：結城麗花、作曲：木下陽介、編曲：Tak Miyazawa
3. Sweet My Song
作詞：安田尊行、作曲・編曲：サイトウヨシヒロ
4. ナツコイ -instrumental-
5. シュワシュワシュワリ -instrumental-
6. Sweet My Song -instrumental-

### 初回限定盤
- CD

1. ナツコイ
2. telephone
作詞・作曲・編曲：サイトウヨシヒロ
3. Bye-bye baby love
作詞：花衣、作曲：縄田寿志、編曲：SHiNTA
4. ナツコイ -instrumental-
5. telephone -instrumental-
6. Bye-bye baby love -instrumental-

### 天神盤
- CD

1. ナツコイ
2. Peace
3. シュワシュワシュワリ -SHiNTA PLANET REMIX-
4. Bye-bye telephone baby love -SHiNTA PLANET REMIX-
5. ナツコイ -instrumental-
6. Peace -instrumental-

※天神盤は天神ベストホールのみでの販売。